# Christel Hüttemann
Christel Hüttemann (* 25. November 1949 in Reinbek) war von 2002 bis 2014 Vorstandsvorsitzende des Vereins zur Förderung krebskranker Kinder in Münster.
Als eines ihrer beiden Kinder Ende der 1970er Jahre an Krebs erkrankte und an der Universitätsklinik Münster behandelt wurde, gründete Christel Hüttemann zusammen mit anderen Betroffenen eine Selbsthilfegruppe für Eltern krebskranker Kinder und Jugendlicher. 1982 war sie Gründungsmitglied des Vereins zur Förderung krebskranker Kinder Münster e.V. und ab 1983 zweite Vorstandsvorsitzende. Von 2002 bis 2014 war sie erste Vorsitzende des Vereins.

## Auszeichnungen
2010 erhielt Christel Hüttemann das Bundesverdienstkreuz am Bande für ihr langjähriges Engagement in der Kinderkrebshilfe.